# MV Fremantle Highway

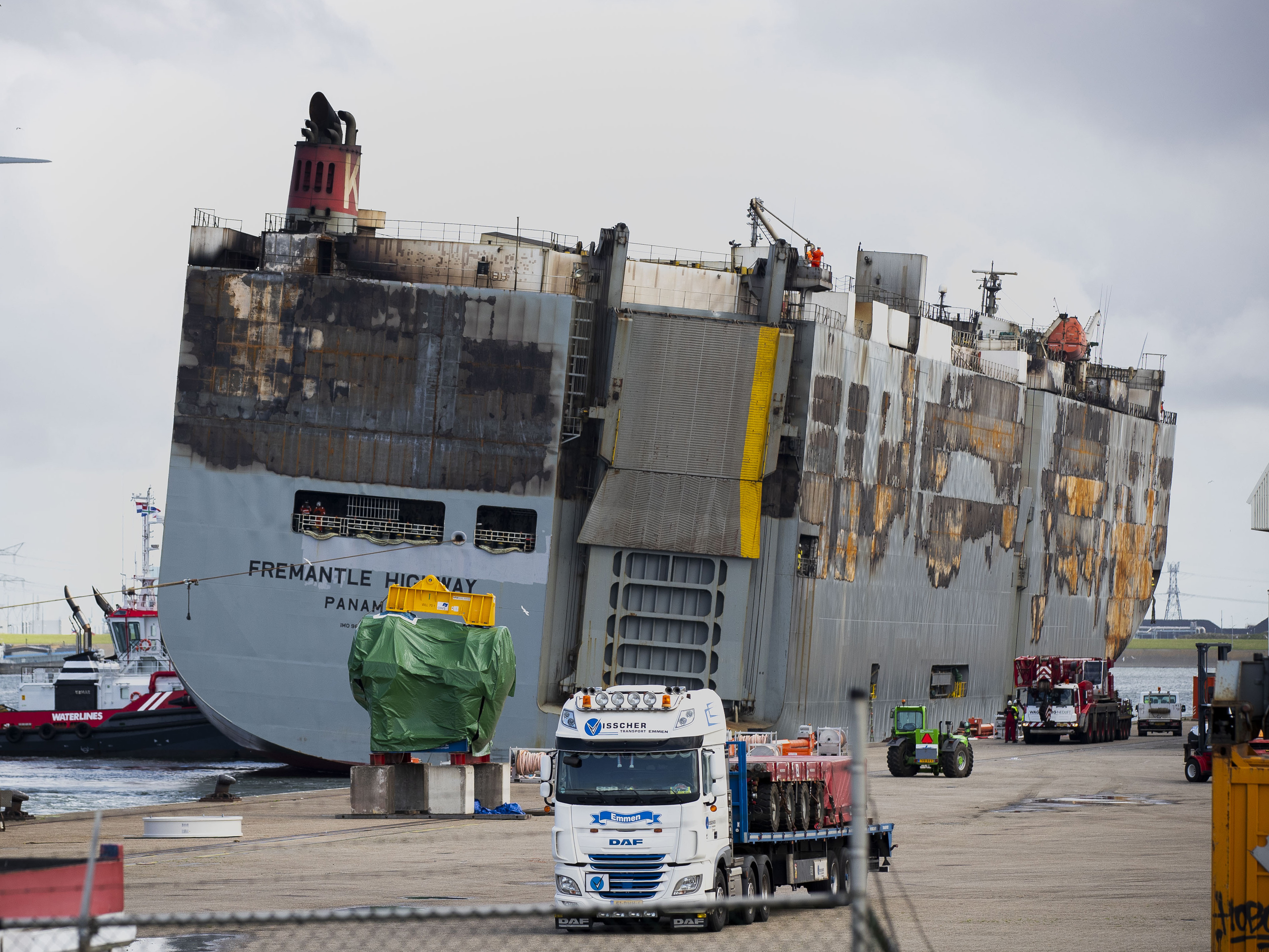
Požárem poškozená MV Fremantle Highway po odtažení do přístavu

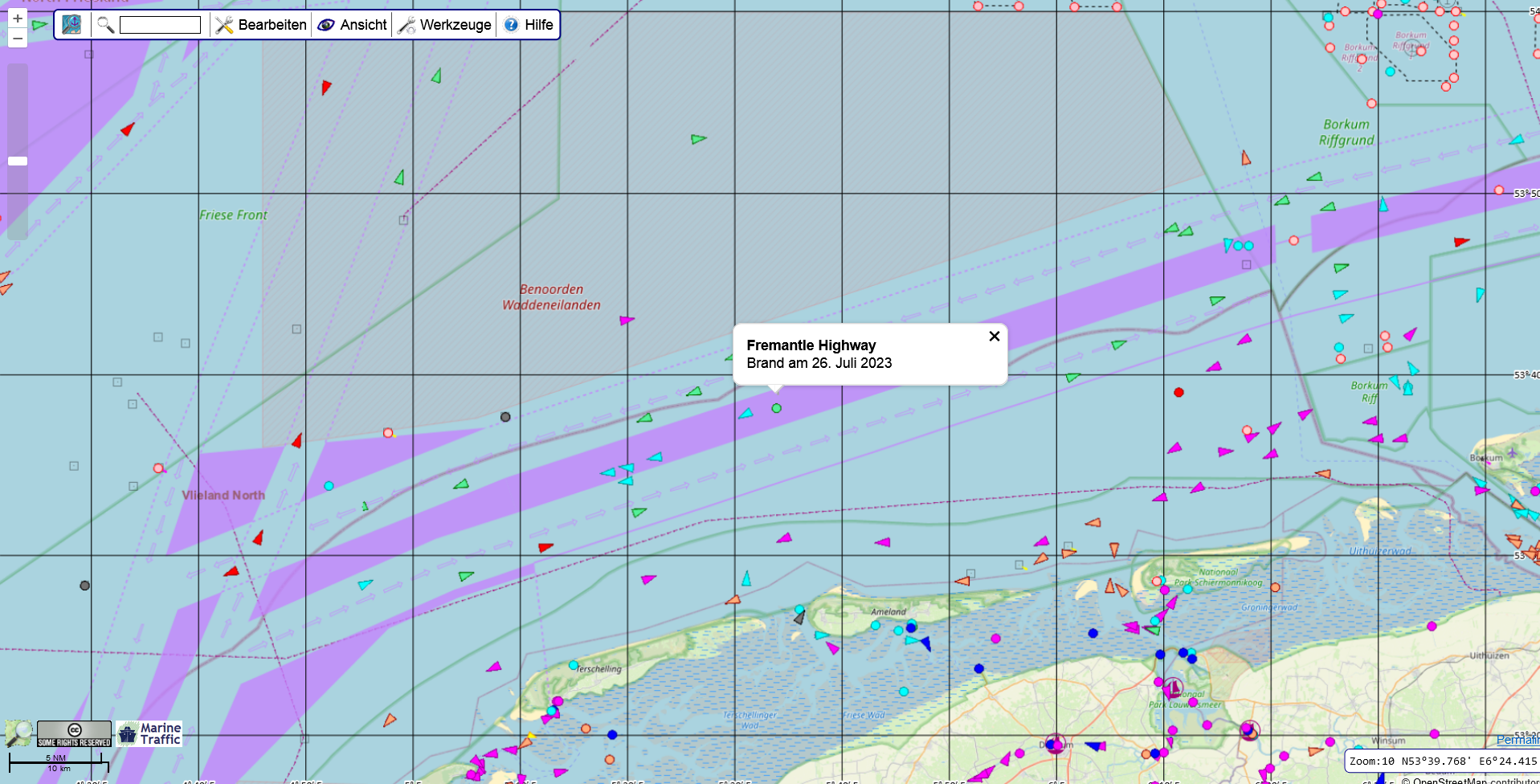
Pozice hořící lodi dne 27. července 2023

MV Fremantle Highway je nákladní loď určená pro přepravu automobilů vlastněná japonským poskytovatelem přepravní kapacity Shoei Kisen Kaisha. Loď je technicky spravována společností Wallem Shipmanagement Japanes a provozována společností Ocean Network Express (dříve „K“-Line).
Dne 25. července 2023 vypukl požár v nákladovém prostoru plavidla plujícího u nizozemského pobřeží. Jeden člen posádky zemřel, ostatní byli evakuováni. Záchranná operace trvala až do 3. srpna 2023, kdy se podařilo plavidlo odvléct do přístavu Eemshaven.

## Technické specifikace
Loď  je dlouhá 199 metrů a široká 32 metrů. Pohon zajišťuje dvoutaktní osmiválcový dieselový motor o výkonu 12 240 kW. Pro výrobu energie jsou k dispozici čtyři dieselové generátory o celkovém výkonu 4 750 kW. Pro manipulaci s nákladem je k dispozici záďová rampa na pravoboku a boční rampa přibližně uprostřed na pravoboku. Na zadní rampu lze naložit až 100 t. Maximální výška stropu na palubách vozidel je 5,1 m. Maximální rychlost lodě je 21 uzlů (39 km/h).

## Historie
MV Fremantle Highway byla postavena v roce 2013 pod číslem trupu 1617 v japonské loděnici Imabari Zōsen. Kýl byl položen 17. května a ke spuštění na vodu došlo 30. září 2013. Dokončena byla 17. prosince 2013.

### Požár
25. července 2023 na palubě vypukl požár. Následně proběhla rozsáhlá záchranná operace a nakonec byla loď dne 3. srpna 2023 dotažena do přístavu Eemshaven.